# Bonesia
Bonesia là một chi bọ cánh cứng trong họ Chrysomelidae.
Chi này được Baly miêu tả khoa học năm 1865.

## Các loài
Các loài trong chi này gồm:
- Bonesia adusta (Harold, 1879)
- Bonesia clarkii Baly, 1865
- Bonesia dimidiata Laboissiere, 1926
- Bonesia inornata (Chen, 1942)
- Bonesia missis Laboissiere, 1926
- Bonesia quinquepunctata (Klug, 1924)
- Bonesia serricornis (Thomson, 1858)
- Bonesia variabilis Duvivier, 1885